# A·阿尔贝
A·阿尔贝（法語：A. Albert，？—？），法国男子橄榄球运动员。他曾代表法国参加1900年夏季奥林匹克运动会橄榄球比赛，获得一枚金牌。